# Namurinyang
Namurinyang är en krater i Kenya.   Den ligger i länet Turkana, i den centrala delen av landet, 400 km norr om huvudstaden Nairobi. Toppen på Namurinyang är 672 meter över havet, eller 115 meter över den omgivande terrängen. Bredden vid basen är 1,2 km.
Terrängen runt Namurinyang är huvudsakligen kuperad, men åt sydväst är den platt.  Trakten runt Namurinyang är nära nog obefolkad, med mindre än två invånare per kvadratkilometer. Det finns inga samhällen i närheten. Omgivningarna runt Namurinyang är i huvudsak ett öppet busklandskap.